# Vesna Girardi-Jurkić
Vesna Girardi-Jurkić (Zagreb, 15. siječnja 1944. – Pula, 25. kolovoza 2012.) bila je hrvatska arheologinja, ravnateljica Arheološkog muzeja Istre, ministrica prosvjete, kulture i športa od 1992. do 1994., te stalna predstavnica Republike Hrvatske pri UNESCO-u.

## Životopis
Rođena je u Zagrebu 15. siječnja 1944. godine, od oca Eduarda Girardija i majke Marije rođ. Lorencin. Otac je bio potomak obitelji koja se u prošlsoti doselila u Bosnu iz Trevisa u sjevernoj Italiji. Roditelji su joj krajem 1947. poslani na službu u Pulu, gdje su kao pedagozi sudjelovali u obnovi istarskoga hrvatskog školstva. Vesna je u Puli završila osnovnu školu i gimnaziju. Diplomirala je na Filozofskom fakultetu Sveučilišta u Zagrebu 8. listopada 1968. arheologiju i engleski jezik i književnost. Tema završnog rada bila je „Portreti sa sepulkralnih spomenika Arheološkog muzeja Istre u Puli”. Od 1969. započela je raditi u Arheološkom muzeju u Puli.
Ravnateljica Arheološkog muzeja Istre bila je od 1979. do 1991. godine. Doktorat na temu „Kultovi u procesu romanizacije antičke Istre” obranila je 13. travnja 2000. na Filozofskom fakultetu Sveučilišta u Zagrebu.

## Političko djelovanje
Bila je članicom Hrvatske demokratske zajednice. U travnju 1991. postala je pomoćnicom ministra prosvjete, kulture i športa te ministricom prosvjete, kulture i športa Republike Hrvatske od 1992. do 1994. godine.
Godine 1994. imenovana je za prvu veleposlanicu Hrvatske pri UNESCO-u u Parizu. U okviru UNESCO-a osnovala je Međunarodni istraživački centar za arheologiju Brijuni – Medulin.

## Počasti

### Nagrade
- Povelja Saveza arheoloških društava Jugoslavije za unapređivanje arheoloških djelatnosti (1976.)
- Povelja Hrvatskoga arheološkog društva u Zagrebu za unapređivanje arheoloških djelatnosti (1977.)
- Povelja Povijesnog društva Istre (Pula) za suradnju na ostvarivanju ciljeva i zadataka i za unapređivanje povijesne znanosti (1983.)
- Povelja Arheološkog muzeja Istre u Puli za unapređivanje znanstvenog rada na arheologiji i zaštiti spomenika kulture u Istri (1983.)
- Priznanje „Uzoran djelatnik” u organizacijama kulture Općine Pula za stručni rad (1985.)
- Povelja sa skulpturom za unapređivanje znanstvenih i kulturnih aktivnosti Arheološkog muzeja Istre i programa zaštite spomenika kulture u Istri (1987.)
- Godišnja nagrada „Josip Brunšmid” Hrvatskog arheološkog društva (2004.)[5]

### Ostalo
- Počasna je građanka Općine Medulin.
- Dva sveska časopisa Histria antiqua (20/1 i 20/2, 2009.) posvećena su Vesni Girardi–Jurkić u povodu četrdesete obljetnice njezina rada.[5]

### Članci
- Matijašić, Robert. 2012. Vesna Girardi Jurkić (15. siječnja 1944. - 25. kolovoza 2012.) In memoriam. Histria. Istarsko povijesno društvo. Pula.  (2): 481–486